# Alice di Battenberg
Vittoria Alice Elisabetta Giulia Maria (Castello di Windsor, 25 febbraio 1885 – Buckingham Palace, 5 dicembre 1969) è stata una principessa di Battenberg, e di Grecia e Danimarca per matrimonio. Fu la suocera della regina Elisabetta II del Regno Unito in quanto madre del principe consorte Filippo di Edimburgo e, di conseguenza, nonna del re Carlo III.

## Biografia

### Infanzia
Alice nacque nel Castello di Windsor, in presenza della sua bisnonna, la regina Vittoria. Era la primogenita del principe Luigi di Battenberg, e di sua moglie, la principessa Vittoria d'Assia e del Reno. Sua madre era la figlia maggiore della principessa Alice, granduchessa d'Assia, terza figlia della regina Vittoria e del principe Alberto. Suo padre era il figlio maggiore del principe Alessandro d'Assia e del Reno, e della sua moglie morganatica Julia von Hauke, principessa di Battenberg.
Venne battezzata con i nomi di Vittoria Alice Elisabetta Giulia Maria il 25 aprile 1885. I suoi padrini furono Luigi IV d'Assia, Alessandro d'Assia e del Reno, Julia von Hauke, principessa di Battenberg, le sue zie, la granduchessa Elisabetta Fedorovna di Russia e la principessa Maria di Battenberg, e la sua bisnonna, la regina Vittoria.
Trascorse la propria infanzia tra Darmstadt, Londra, Jugenheim e Malta (dove suo padre era di stanza come ufficiale di marina). La madre notò che era lenta a imparare a parlare, e si preoccupò. Alla fine, dopo una visita da uno specialista, ad Alice venne diagnosticata una sordità congenita. Con l'incoraggiamento di sua madre, Alice imparò a leggere le labbra e a parlare in inglese e tedesco. Venne educata privatamente, studiando francese, e poi, dopo il suo fidanzamento, il greco.
Nel 1893 era una damigella d'onore al matrimonio di Giorgio, duca di York (poi re Giorgio V) e Maria di Teck. A poche settimane del suo sedicesimo compleanno, partecipò al funerale della regina Vittoria.

### Matrimonio

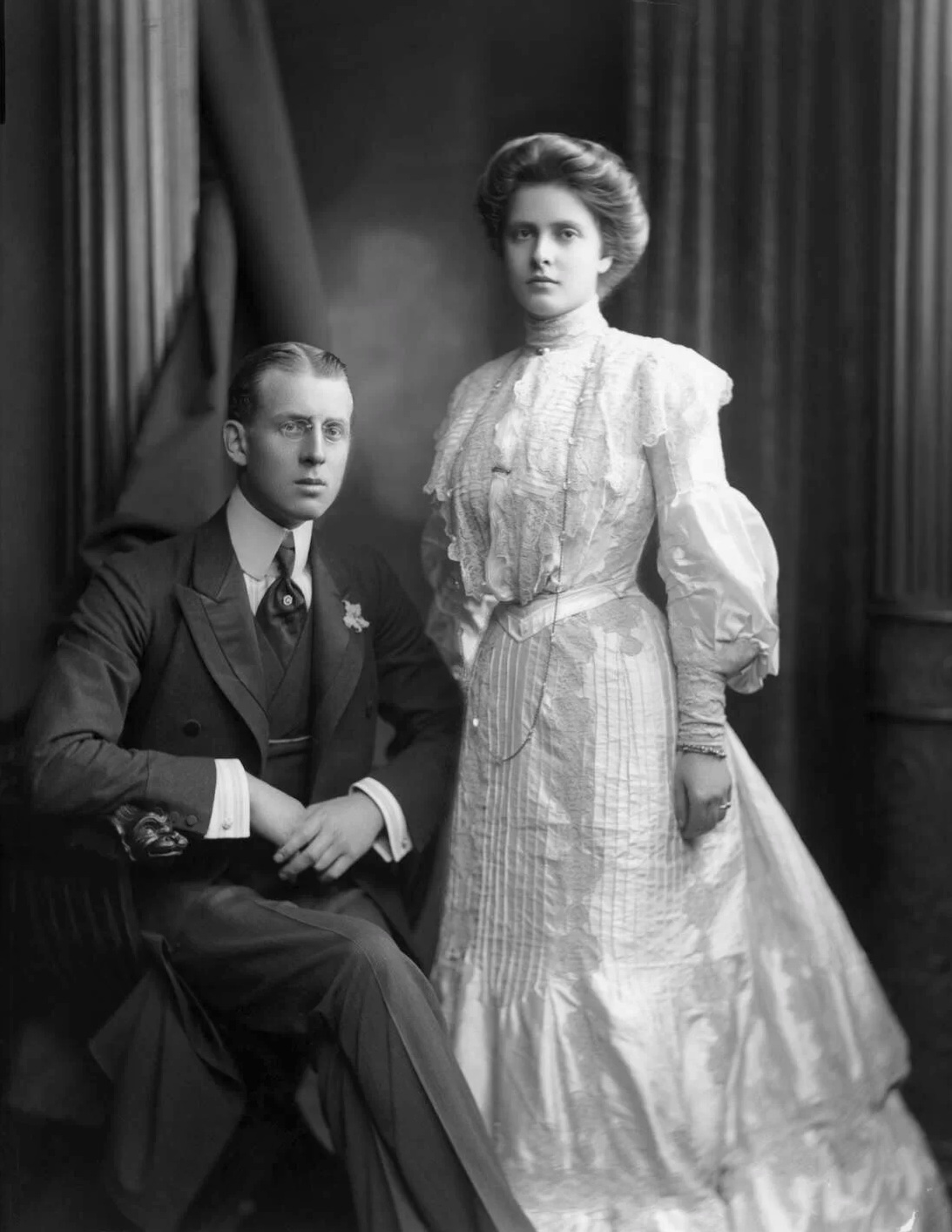
Il principe Andrea di Grecia e Alice di Battenberg

In occasione dell'incoronazione di Edoardo VII, Alice incontrò e si innamorò di Andrea di Grecia, figlio di Giorgio I di Grecia e di Olga Konstantinovna di Russia. Si sposarono con cerimonia civile il 6 ottobre 1903 a Darmstadt. Il giorno seguente, ci furono due cerimonie: una luterana e una greco-ortodossa. 
Gli sposi erano strettamente legati alle case di Gran Bretagna, Germania, Russia, Danimarca e Grecia; il loro matrimonio è stato uno dei grandi raduni dei discendenti della regina Vittoria e Cristiano IX di Danimarca prima dello scoppio della prima guerra mondiale.
Dopo le nozze, il principe Andrea continuò la sua carriera militare e Alice si occupava di opere di beneficenza. Nel 1908, visitarono la Russia per il matrimonio tra Maria Pavlovna di Russia e Guglielmo di Svezia. Mentre era lì, fece visita alla zia, la granduchessa Elisabetta Feodorovna, che stava pianificando la fondazione di un ordine religioso di infermiere. Alice partecipò alla posa della prima pietra per la nuova chiesa di sua zia.
Al loro ritorno in Grecia la situazione politica peggiorò, siccome il parlamento di Creta (ancora nominalmente parte dell'Impero ottomano) chiese di entrare a far parte della Grecia. Un gruppo di ufficiali insoddisfatti formarono il partito nazionalista greco che alla fine portò alle dimissioni del principe Andrea e l'ascesa al potere di Eleutherios Venizelos.

### Esilio

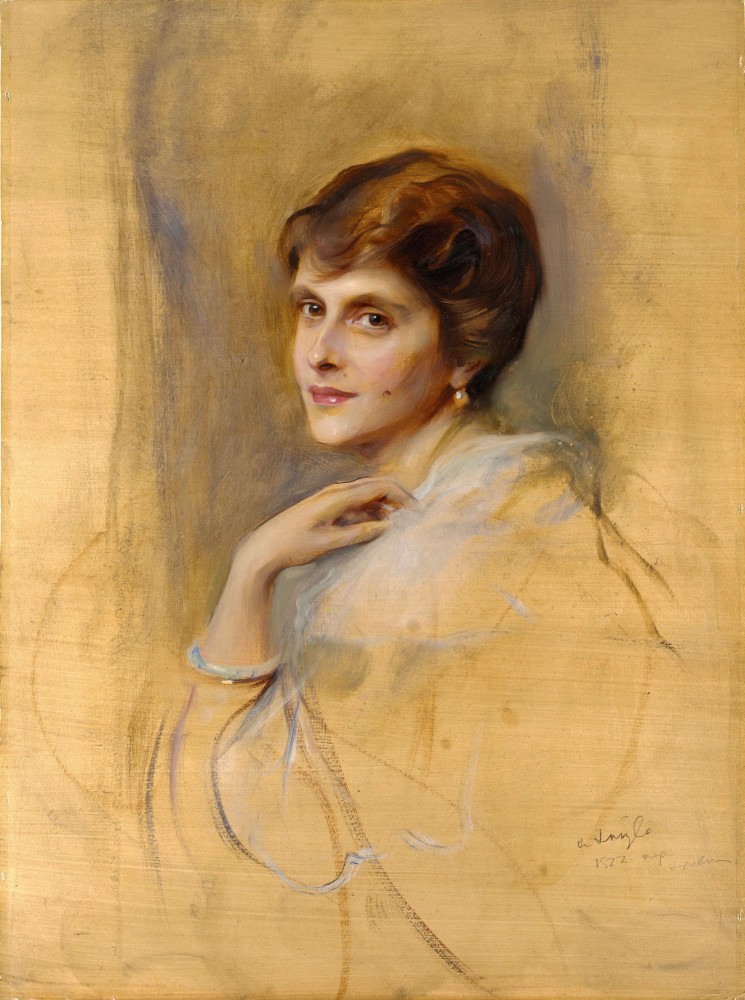
La principessa Alice di Battenberg ritratta da Philip de László nel 1922

Durante le guerre balcaniche, Andrea venne richiamato nell'esercito e Alice lavorò come infermiera, assistendo alle operazioni e alla creazione di ospedali da campo. Durante la prima guerra mondiale, il cognato, Costantino I, mantenne una politica di neutralità, nonostante il governo democraticamente eletto da Venizelos sostenesse gli Alleati. Alice e le sue figlie furono costretti a rifugiarsi nelle cantine del palazzo durante il bombardamento francese di Atene, il 1º dicembre 1916. Nel giugno 1917 la politica di neutralità del re era diventata così insostenibile che lei e altri membri della famiglia reale greca furono costretti all'esilio quando Costantino abdicò. Per i successivi anni la maggior parte della famiglia reale greca visse in Svizzera.
Alla fine della guerra gran parte delle monarchie dell'epoca crollarono. La carriera navale di suo padre, era crollata all'inizio della guerra a fronte del sentimento antitedesco in Gran Bretagna. Alla richiesta di Giorgio V, rinunciò al titolo di principe di Battenberg e lo stile di Altezza Serenissima il 14 luglio 1917 e cambiò il nome della famiglia in "Mountbatten". Il giorno seguente, il re lo creò marchese di Milford Haven. L'anno successivo, due delle sue zie, Alice, zarina di Russia, e la granduchessa Elisabetta vennero assassinate dai bolscevichi dopo la Rivoluzione russa. Alla fine della guerra gli imperi russo, tedesco e austro-ungarico caddero, e lo zio di Alice, Ernesto Luigi, venne deposto.
Nel 1920 la famiglia reale ritornò in Grecia ma dopo la sconfitta dell'esercito ellenico nella guerra greco-turca, un comitato rivoluzionario sotto la guida dei colonnelli Nikolaos Plastiras e Stylianos Gonatas prese il potere e costrinse il re all'esilio, ancora una volta. Il principe Andrea, che aveva servito come comandante del 2º Corpo d'Armata durante la guerra, venne arrestato. Dopo un ridicolo processo, fu condannato all'esilio, e il principe e la principessa, insieme ai loro figli, fuggirono a bordo di un incrociatore britannico HMS Calypso, sotto la protezione del comandante Gerald Talbot.
La famiglia si stabilì in una piccola casa prestata da Maria Bonaparte a Saint-Cloud, alla periferia di Parigi, dove Alice si occupò di beneficenza per i profughi greci.
Il 28 ottobre 1928 entrò nella Chiesa greco-ortodossa. Nel 1930, a seguito di un profondo esaurimento nervoso, venne ricoverata in clinica, essendole stata diagnosticata la schizofrenia. Durante la sua convalescenza i coniugi vissero vite separate; mantenne i contatti solo con la madre. Incontrò il marito per la prima volta nel 1937, al funerale della figlia Cecilia, del genero e di due dei loro figli, morti in un incidente aereo ad Ostenda.

### Seconda guerra mondiale

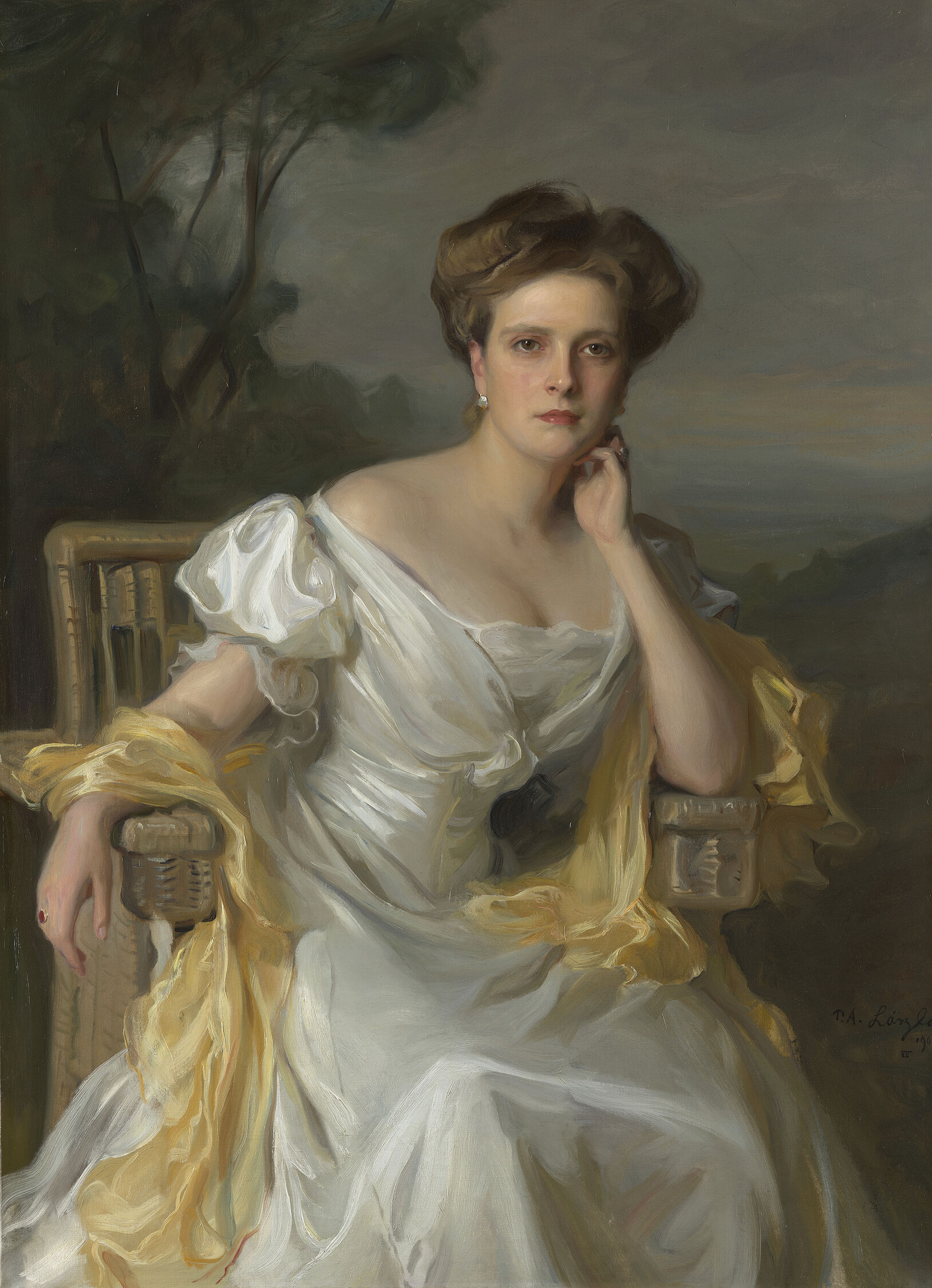
Principessa "Andrea" di Grecia e Danimarca, Alice di Battenberg, di Philip de László

Durante la seconda guerra mondiale, Alice si trovò in una difficile situazione in quanto le figlie erano sposate con membri di famiglie di origine tedesca mentre il suo unico figlio combatteva nella Royal Navy.
Visse ad Atene, insieme alla cognata Elena Vladimirovna di Russia, per tutta la durata della guerra, mentre la maggior parte della famiglia reale greca rimase in esilio in Sudafrica. Lavorò per la Croce Rossa, contribuendo a organizzare mense per la popolazione, che moriva di fame, e volando in Svezia per riportare forniture mediche con il pretesto di visitare sua sorella, Luisa, che era sposata con il principe ereditario.

### Vedovanza
Alice tornò in Gran Bretagna nel 1947, per preparare il matrimonio del figlio Filippo con la principessa Elisabetta, figlia di suo cugino di secondo grado in quanto il bisnonno di Elisabetta, Edoardo VII era fratello di sua nonna Alice di Gran Bretagna.
Il giorno delle nozze, suo figlio fu creato "duca di Edimburgo" da Giorgio VI e durante la cerimonia Alice sedeva a capo della sua famiglia sul lato nord di Westminster Abbey, di fronte al re, la regina Elisabetta e la regina madre Maria. Si decise di non invitare le figlie di Alice al matrimonio a causa del profondo sentimento antitedesco in Gran Bretagna dopo la seconda guerra mondiale.
Nel gennaio 1949 fondò un ordine di suore greco-ortodosso, Sorellanza cristiana di Marta e Maria, modellato sull'istituto che la zia, Elisabetta Fëdorovna, aveva fondato nel 1909; all'incoronazione della nuora, nel 1953, era presente e vestita con l'abito dell'ordine.
Nel 1960 visitò l'India su invito del Rajkumari Amrit Kaur ed il viaggio terminò quando, improvvisamente, si ammalò, e sua cognata, Edwina Mountbatten, che si trovava a passare attraverso Delhi dovette appianare la situazione poiché i padroni di casa indiani furono offesi per l'improvviso cambiamento di programma.
Con una salute e un udito sempre più precari, Alice lasciò la Grecia per l'ultima volta in seguito alla Dittatura dei colonnelli. La regina Elisabetta II, su richiesta del principe Filippo, invitò Alice a risiedere stabilmente a Buckingham Palace. Il re Costantino II di Grecia e la regina Anna Maria andarono in esilio nel dicembre dello stesso anno, dopo un contro-colpo di Stato fallito.

### Morte
Alice morì il 5 dicembre 1969 a Buckingham Palace. Non lasciò nulla, avendo dato via tutto. Inizialmente i suoi resti vennero collocati nella Cripta Reale nella St. George's Chapel, nel Castello di Windsor, ma prima di morire aveva espresso il suo desiderio di essere sepolta presso il convento di Santa Maria Maddalena nel Getsemani sul Monte degli Ulivi a Gerusalemme (vicino a sua zia Elisabetta Fëdorovna).
Il suo desiderio è stato realizzato il 3 agosto 1988 quando i suoi resti vennero trasferiti al suo ultimo luogo di riposo in una cripta sotto la chiesa.
Il 31 ottobre 1994, due figli sopravvissuti della principessa Alice, andarono al Yad Vashem (il Memoriale dell'Olocausto) a Gerusalemme per assistere a una cerimonia in suo onore per ricevere il "Giusto tra le Nazioni" per aver nascosto la famiglia Cohen nella sua casa di Atene durante la seconda guerra mondiale. Nel 2010, la principessa è stata nominata postuma "Eroina della Shoah" da parte del governo britannico.

## Discendenza

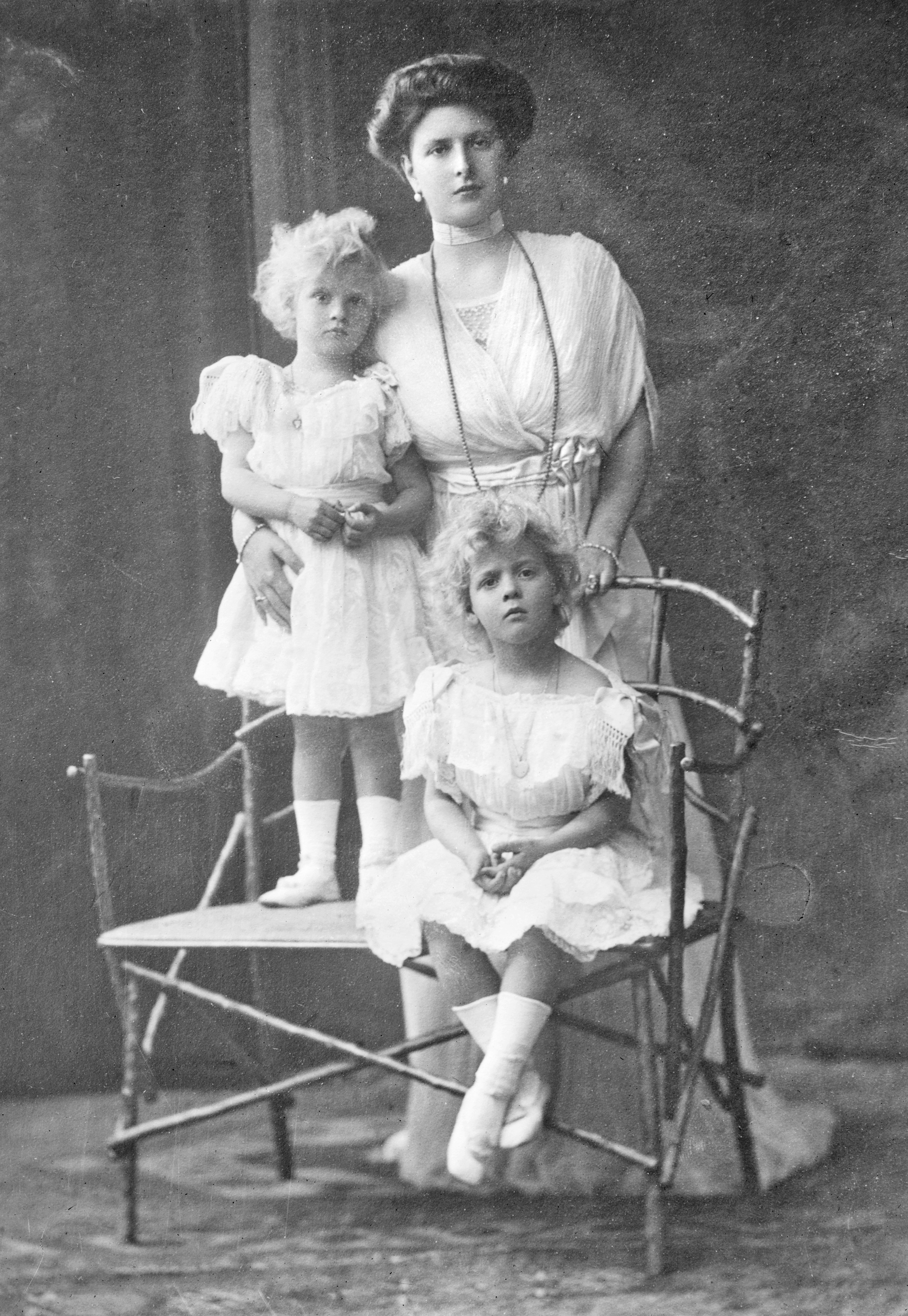
Alice insieme alle figlie Margherita e Teodora, 1910.

Alice e Andrea di Grecia ebbero cinque figli:
- Margherita (1905-1981), sposò Goffredo di Hohenlohe-Langenburg;
- Teodora (1906-1969), sposò Bertoldo di Baden;
- Cecilia (1911-1937), sposò Giorgio Donato d'Assia-Darmstadt;
- Sofia (1914-2001), sposò in prime nozze Cristoforo d'Assia-Kassel e in seconde nozze Giorgio Guglielmo di Hannover;
- Filippo (1921-2021), sposò Elisabetta II del Regno Unito.

## Ascendenza
|                             |               |                                   | Genitori                              |  |  | Nonni |  |  | Bisnonni                    |  |  | Trisnonni                  |  |
|                             |               |                                   |                                       |  |  |       |  |  | Luigi II d'Assia e del Reno |  |  | Luigi I d'Assia e del Reno |  |
|                             |               |                                   |                                       |  |  |       |  |  | Luigi II d'Assia e del Reno |  |  | Luigi I d'Assia e del Reno |  |
|                             |               | Luisa d'Assia-Darmstadt           |                                       |  |  |       |  |  | Luigi II d'Assia e del Reno |  |  |                            |  |
| Alessandro d'Assia          |               |                                   |                                       |  |  |       |  |  | Luigi II d'Assia e del Reno |  |  |                            |  |
|                             |               | Guglielmina di Baden              | Carlo Luigi di Baden                  |  |  |       |  |  |                             |  |  |                            |  |
|                             |               | Guglielmina di Baden              | Carlo Luigi di Baden                  |  |  |       |  |  |                             |  |  |                            |  |
|                             |               | Guglielmina di Baden              | Amalia d'Assia-Darmstadt              |  |  |       |  |  |                             |  |  |                            |  |
| Luigi di Battenberg         |               | Guglielmina di Baden              |                                       |  |  |       |  |  |                             |  |  |                            |  |
|                             |               | Hans Moritz von Hauke             | Friedrich Carl Emanuel Hauke          |  |  |       |  |  |                             |  |  |                            |  |
|                             |               | Hans Moritz von Hauke             | Friedrich Carl Emanuel Hauke          |  |  |       |  |  |                             |  |  |                            |  |
|                             |               | Hans Moritz von Hauke             | Maria Salomé Schweppenhäuser          |  |  |       |  |  |                             |  |  |                            |  |
| Julia von Hauke             |               | Hans Moritz von Hauke             |                                       |  |  |       |  |  |                             |  |  |                            |  |
|                             |               | Sophie La Fontaine                | Franz Anton Leopold La Fontaine       |  |  |       |  |  |                             |  |  |                            |  |
|                             |               | Sophie La Fontaine                | Franz Anton Leopold La Fontaine       |  |  |       |  |  |                             |  |  |                            |  |
|                             |               | Sophie La Fontaine                | Maria Theresa Kornély                 |  |  |       |  |  |                             |  |  |                            |  |
| Alice di Battenberg         |               | Sophie La Fontaine                |                                       |  |  |       |  |  |                             |  |  |                            |  |
|                             | Carlo d'Assia | Luigi II d'Assia e del Reno       |                                       |  |  |       |  |  |                             |  |  |                            |  |
|                             | Carlo d'Assia | Luigi II d'Assia e del Reno       |                                       |  |  |       |  |  |                             |  |  |                            |  |
|                             | Carlo d'Assia | Guglielmina di Baden              |                                       |  |  |       |  |  |                             |  |  |                            |  |
| Luigi IV d'Assia e del Reno | Carlo d'Assia |                                   |                                       |  |  |       |  |  |                             |  |  |                            |  |
|                             |               | Elisabetta di Prussia             | Federico Guglielmo Carlo di Prussia   |  |  |       |  |  |                             |  |  |                            |  |
|                             |               | Elisabetta di Prussia             | Federico Guglielmo Carlo di Prussia   |  |  |       |  |  |                             |  |  |                            |  |
|                             |               | Elisabetta di Prussia             | Maria Anna d'Assia-Homburg            |  |  |       |  |  |                             |  |  |                            |  |
| Vittoria d'Assia e del Reno |               | Elisabetta di Prussia             |                                       |  |  |       |  |  |                             |  |  |                            |  |
|                             |               | Alberto di Sassonia-Coburgo-Gotha | Ernesto I di Sassonia-Coburgo-Gotha   |  |  |       |  |  |                             |  |  |                            |  |
|                             |               | Alberto di Sassonia-Coburgo-Gotha | Ernesto I di Sassonia-Coburgo-Gotha   |  |  |       |  |  |                             |  |  |                            |  |
|                             |               | Alberto di Sassonia-Coburgo-Gotha | Luisa di Sassonia-Gotha-Altenburg     |  |  |       |  |  |                             |  |  |                            |  |
| Alice di Gran Bretagna      |               | Alberto di Sassonia-Coburgo-Gotha |                                       |  |  |       |  |  |                             |  |  |                            |  |
|                             |               | Vittoria del Regno Unito          | Edoardo Augusto di Hannover           |  |  |       |  |  |                             |  |  |                            |  |
|                             |               | Vittoria del Regno Unito          | Edoardo Augusto di Hannover           |  |  |       |  |  |                             |  |  |                            |  |
|                             |               | Vittoria del Regno Unito          | Vittoria di Sassonia-Coburgo-Saalfeld |  |  |       |  |  |                             |  |  |                            |  |
|                             |               | Vittoria del Regno Unito          |                                       |  |  |       |  |  |                             |  |  |                            |  |